# Njaswisch
Njaswisch bzw. Neswisch (belarussisch Нясвіж; russisch Несвиж; polnisch Nieśwież; litauisch Nesvyžius; jiddisch ניעסוויז) ist eine Stadt im Südwesten von Belarus in der Minskaja Woblasz mit etwa 14.500 Einwohnern. Das Palastensemble der Radziwiłłs gehört seit 2005 zum UNESCO-Welterbe.

## Geschichte
Der Ort wurde im 13. Jahrhundert erstmals erwähnt. Im 16. Jahrhundert ging die Kleinstadt in den Besitz der Adelsfamilie der Radziwiłł über, in dem sie über 400 Jahre bis 1939 verblieb. Zur Gestaltung des Ortes holten diese im 16. Jahrhundert italienische Baumeister. Kurz vor dem Übergang des zum Großfürstentum Litauen gehörenden Ortes in den Rahmen der Polnisch-Litauischen Republik erschien in Njaswisch im Jahre 1562 das erste gedruckte Buch in belarussischer Sprache, hergestellt von Szymon Budny. 1580 erhielt es die Stadtrechte. Infolge der Zweiten Teilung Polens fiel Njaswisch 1793 an das Russische Kaiserreich. 

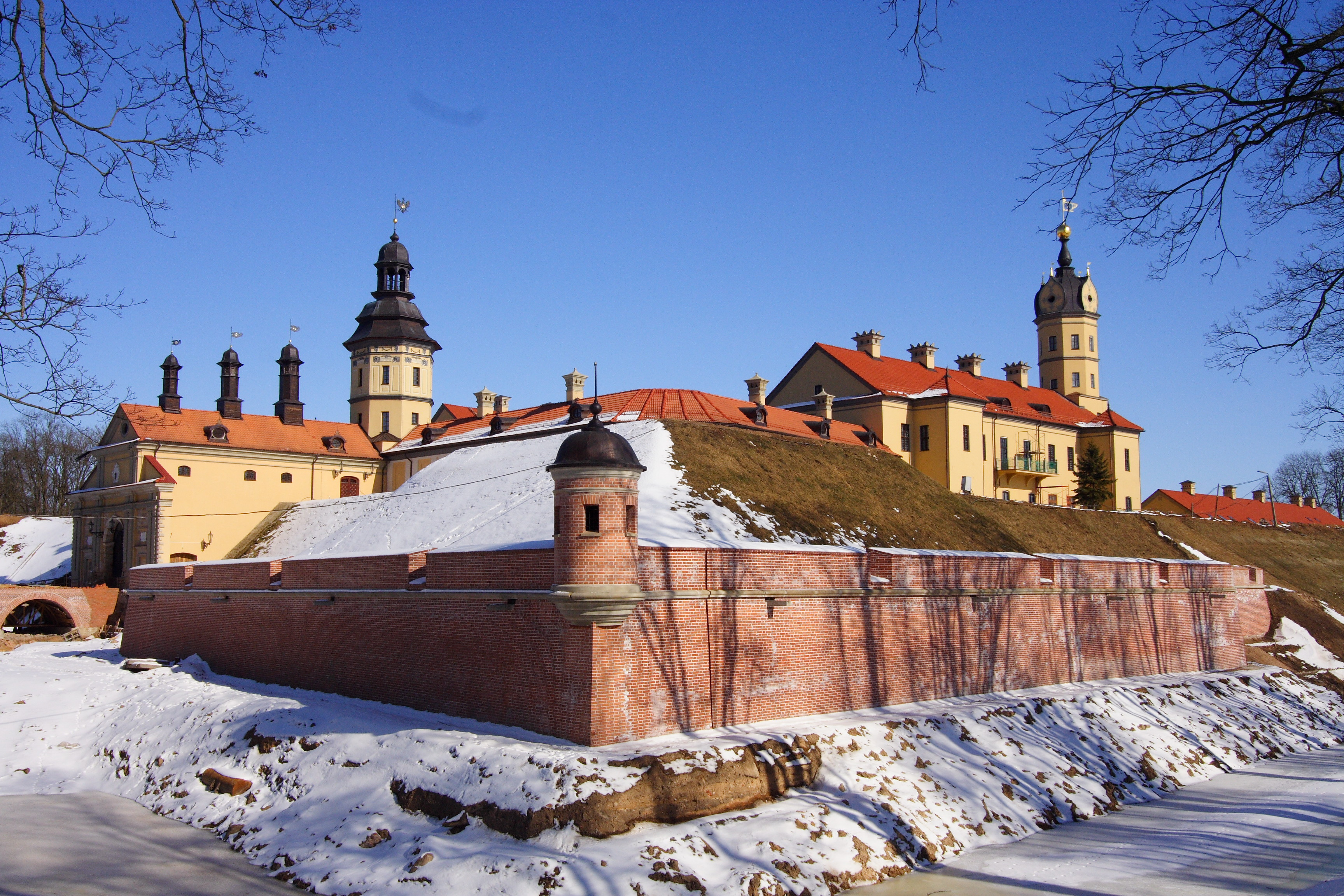
Schloss Njaswisch der Fürsten Radziwiłł

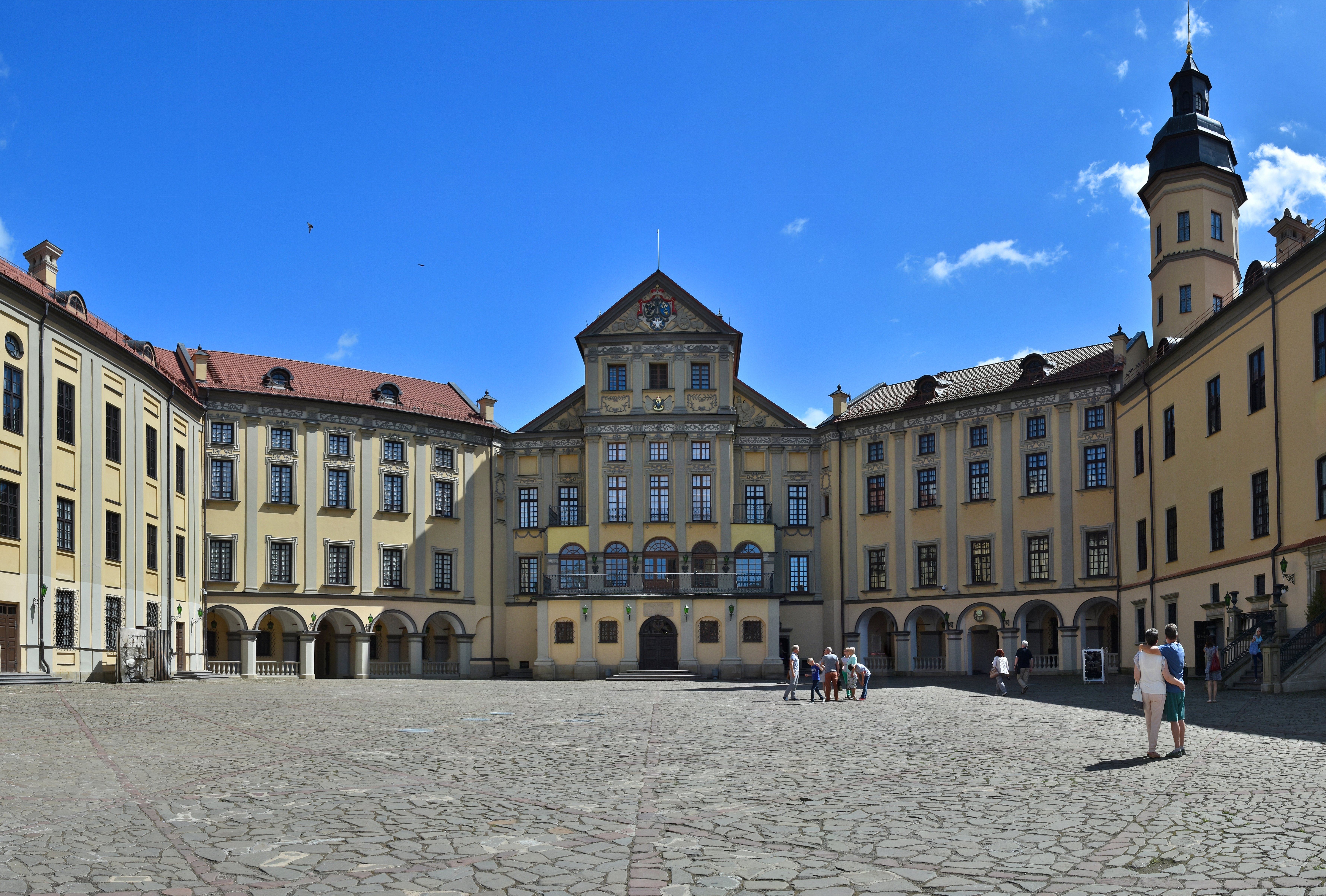
Hof von Schloss Njaswisch

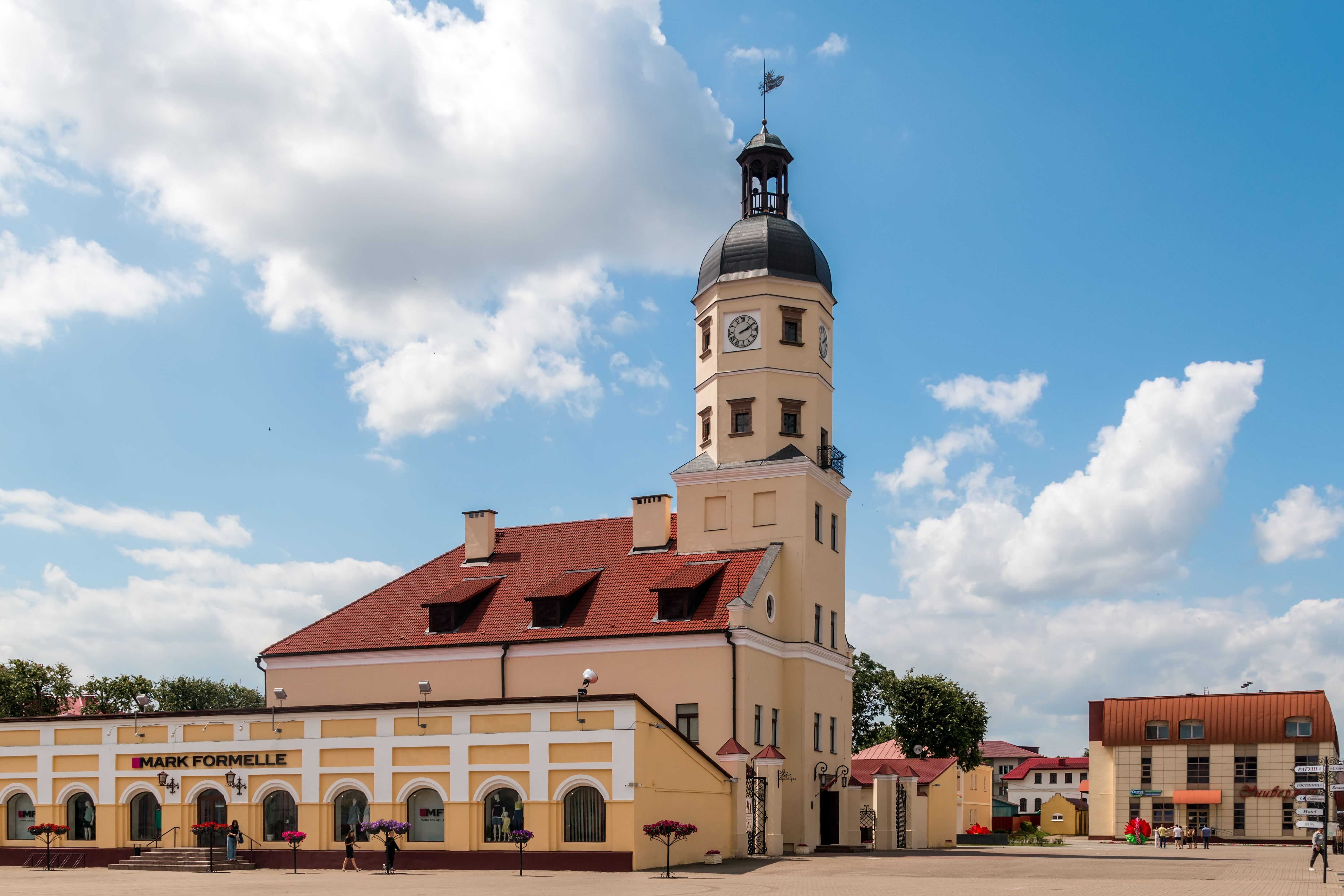
Rathaus in Njaswisch

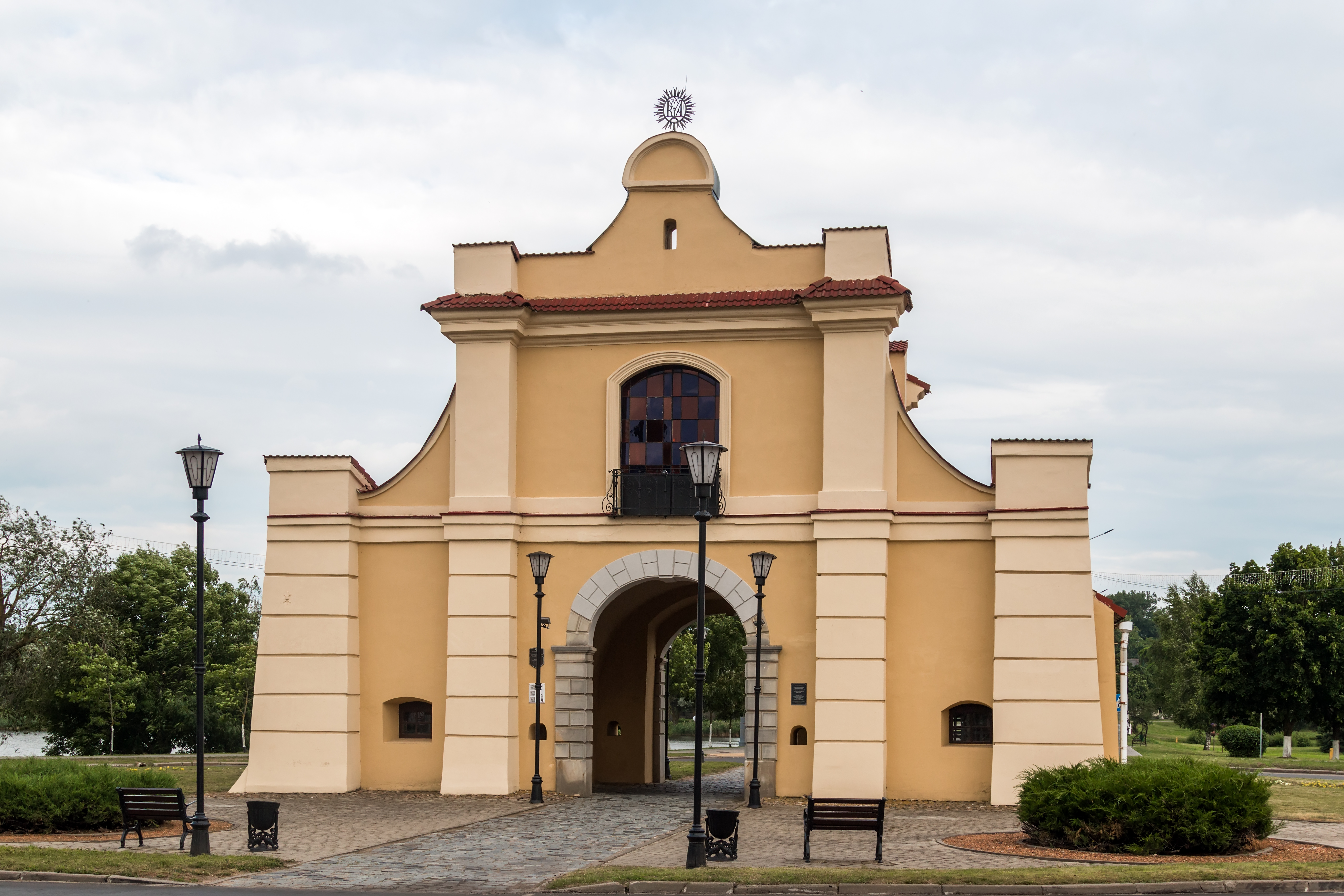
Sluzker Tor in Njaswisch

Von 1919 bis 1939 gehörte es als Teil der Woiwodschaft Nowogródek wieder zu Polen. Nach zweijähriger sowjetischer Besetzung marschierten 1941 deutsche Truppen ein und errichteten ein Zwangsghetto. Bei dessen Auflösung am 21. Juli 1942 kam es zu einem bewaffneten Widerstand der Ghettohäftlinge. 1944 wurde die Stadt von der Roten Armee besetzt. Bedingt durch den Holocaust wurde die ehemals große jüdische Gemeinde ausgelöscht, die mehr als die Hälfte der Bevölkerung ausgemacht hatte. Seit 1991 gehört die Stadt zum unabhängigen Belarus.

## Wappen
Beschreibung: In Gold liegt vorn ein silber bewehrter schwarzer Adler am Spalt und hinten in Blau dreimal schräglinke rote und goldene nebeneinanderliegende Balken.

## Sehenswürdigkeiten
- Schloss Njaswisch der Radziwiłłs
- Fronleichnamskirche (1587–1593), eine der ältesten Kirchen der Jesuiten weltweit
- Bernhardinerkloster (1598)
- Kirche und Kloster der Benediktinerinnen (1593–1596)
- Rathaus (1586)
- Jüdischer Friedhof
- Sluzker Tor (1650, 1700)

## Städtepartnerschaften
- Cava de’ Tirreni, Italien
- Goris, Armenien
- Laichingen, Deutschland[1]
- Radviliškis, Litauen
- Reutow, Russland
- Złotów, Polen[2]

## Persönlichkeiten
- Mikołaj Radziwiłł Rudy (1512–1584), Großkanzler und Großhetman von Litauen
- Mikołaj Radziwiłł Czarny (1515–1565), litauischer Adeliger und Staatsmann des Großfürstentums Litauen
- Michal Wituschka (1907–1945), belarussischer Politiker und Führer der Schwarzen Katzen, einer Einheit der SS-Jagdverbände
- Piotr Jaroszewicz (1909–1992), polnischer General und Politiker
- Dsmitryj Kasmowitsch (1909–1991), belarussischer antisowjetischer Aktivist und Nazikollaborateur
- Michał Goleniewski (1922–1993), polnischer Offizier und Dreifachspion, angeblicher Zarensohn